# Стемпс (Арканзас)
Стемпс (англ. Stamps) — місто (англ. city) в США, в окрузі Лафаєтт штату Арканзас. Населення — 1258 осіб (2020).

## Географія
Стемпс розташований на висоті 94 метри над рівнем моря за координатами 33°21′18″ пн. ш. 93°29′52″ зх. д. / 33.35500° пн. ш. 93.49778° зх. д. (33.354931, -93.497843).  За даними Бюро перепису населення США в 2010 році місто мало площу 8,13 км², з яких 7,87 км² — суходіл та 0,26 км² — водойми.

## Демографія
Згідно з переписом 2010 року, у місті мешкали 1693 особи в 700 домогосподарствах у складі 443 родин. Густота населення становила 208 осіб/км².  Було 896 помешкань (110/км²). 
Расовий склад населення:
| - 56,8 % — чорних або афроамериканців - 41,1 % — білих - 0,4 % — корінних американців - 0,1 % — азіатів |

До двох чи більше рас належало 1,0 %. Іспаномовні складали 1,7 % від усіх жителів.
За віковим діапазоном населення розподілялося таким чином: 25,7 % — особи молодші 18 років, 55,9 % — особи у віці 18—64 років, 18,4 % — особи у віці 65 років та старші. Медіана віку мешканця становила 39,6 року. На 100 осіб жіночої статі у місті припадало 87,7 чоловіків;  на 100 жінок у віці від 18 років та старших — 81,8 чоловіків також старших 18 років.
Середній дохід на одне домашнє господарство  становив 34 315 доларів США (медіана — 25 848), а середній дохід на одну сім'ю — 40 619 доларів (медіана — 33 125). Медіана доходів становила 35 781 долар для чоловіків та 27 150 доларів для жінок. За межею бідності перебувало 30,2 % осіб, у тому числі 59,3 % дітей у віці до 18 років та 12,9 % осіб у віці 65 років та старших.
Цивільне працевлаштоване населення становило 649 осіб. Основні галузі зайнятості: освіта, охорона здоров'я та соціальна допомога — 28,5 %, виробництво — 26,3 %, мистецтво, розваги та відпочинок — 7,9 %, роздрібна торгівля — 7,1 %.
За даними перепису населення 2000 року в Стемпсі мешкала 2131 особа, 541 сім'я, налічувалося 830 домашніх господарств і 1003 житлових будинки. Середня густота населення становила близько 259,9 осіб на один квадратний кілометр. Расовий склад Стемпса за даними перепису розподілився таким чином: 44,30 % білих, 54,48 % — чорних або афроамериканців, 0,52 % — корінних американців, 0,09 % — азіатів, 0,05 % — вихідців з тихоокеанських островів, 0,56 % — представників змішаних рас.
Іспаномовні склали 0,61 % від усіх жителів міста.
З 830 домашніх господарств в 30,7 % — виховували дітей віком до 18 років, 37,8 % представляли собою подружні пари, які спільно проживали, в 21,7 % сімей жінки проживали без чоловіків, 34,7 % не мали сімей. 31,7 % від загального числа сімей на момент перепису жили самостійно, при цьому 17,6 % склали самотні літні люди у віці 65 років та старше. Середній розмір домашнього господарства склав 2,46 особи, а середній розмір родини — 3,10 особа.
Населення міста за віковим діапазоном за даними перепису 2000 року розподілилося таким чином: 27,1 % — жителі молодше 18 років, 9,1 % — між 18 і 24 роками, 23,7 % — від 25 до 44 років, 20,6 % — від 45 до 64 років і 19,5 % — у віці 65 років та старше. Середній вік мешканця склав 37 років. На кожні 100 жінок в Стемпсі припадало 87,6 чоловіків, у віці від 18 років та старше — 77,6 чоловіків також старше 18 років.
Середній дохід на одне домашнє господарство в місті склав 22 194 долара США, а середній дохід на одну сім'ю — 26 591 долар. При цьому чоловіки мали середній дохід в 25 667 доларів США на рік проти 17 125 доларів середньорічного доходу у жінок. Дохід на душу населення в місті склав 11 440 доларів на рік. 22,8 % від усього числа сімей в населеному пункті і 27,8 % від усієї чисельності населення перебувало на момент перепису населення за межею бідності, при цьому 31,0 % з них були молодші 18 років і 24,2 % — у віці 65 років та старше.